# Hypolycaena vardara
Hypolycaena vardara är en fjärilsart som beskrevs av Hans Fruhstorfer 1912. Hypolycaena vardara ingår i släktet Hypolycaena och familjen juvelvingar. Inga underarter finns listade i Catalogue of Life.